# Vi som går scenvägen
Vi som går scenvägen är en svensk komedifilm från 1938 i regi av Gideon Wahlberg.

## Handling
Tage är anställd på ett rederi och förälskad i balettflickan Maud vid teatern. På denna teater jobbar de tre goda vännerna Lasse, Johan och Loffe. Tage har tidigare varit förlovad och på en blöt maskeradfest upptäcker Maud Tages gamla förlovningsring och antar med det att Tage varit förlovad under den tid de umgåtts. När sedan Tage reser utomlands i rederiaffärer, betalar han anonymt sånglektioner åt Maud genom Lasse och Johan.

## Om filmen
Filmen spelades in 1937 vid AB Europa Studio och i Stockholm. Vi som går scenvägen hade premiär den 12 februari 1938 på biograferna Olympia och Roxy i Stockholm. Filmen har visats vid ett flertal tillfällen på TV4 och SVT, bland annat 2016, 2019 och i november 2020.

## Rollista i urval
- Benkt-Åke Benktsson – ridåhalaren Lasse Larsson
- Gideon Wahlberg – Johan, vaktmästaren
- Fritiof Billquist – Tage
- Elof Ahrle – "Loffe"
- Lilly Kjellström – fru Gustavsson, städerska på teatern
- Ann Mari Uddenberg – Maud Svensson, balettflicka
- Naemi Briese – Vanja, balettflicka
- Dagmar Ebbesen – Hulda, tidningsgumma
- Rut Holm – Tilda, tidningsgumma
- Stig Järrel – Tages vän Bengt
- Ruth Weijden – påkläderska
- Gunnar Björnstrand – bekant till Tage och Bengt
- Gösta Gustafson – överkonstapel Överman, vakthavande
- Carl Ericson – scenarbetare
- Emile Stiebel – sångpedagogen
- Nils Ericson – teaterpianisten
- Britta Estelle – skådespelerska
- Holger Sjöberg – tjock skådespelare

## DVD
Filmen gavs ut på DVD 2004.